# Монфор-сюр-Мё
Монфор-сюр-Мё (фр. Montfort-sur-Meu) — коммуна на северо-западе Франции, находится в регионе Бретань, департамент Иль и Вилен, округ Ренн, центр одноименного кантона. Расположена в 26 км к западу от Ренна, в 6 км от национальной автомагистрали N12, в месте впадения в реку Мё ее притока Гарён. На территории коммуны находится железнодорожная станция Монфор-сюр-Мё линии Париж-Брест.
Население (2018) — 6 691 человек.

## История
Первые следы пребывания человека в месте расположения Монфора относятся к первобытному времени. В XI веке из-за стратегически выгодного положения английский изгнанник и бывший сподвижник Вильгельма Завоевателя Ральф де Гаэль выбрал его как место будущего замка и построил мотт на высоком берегу в месте слияния Мё и Гарёна. В следующем столетии замок был разрушен, а к концу XIV века восстановлен вместе с новыми крепостными стенами.
Население коммуны поддержало изменения, внесенные Великой Французской революцией, особенно после прекращения террора. Главный революционный праздник — годовщина казни Людовика XVI, сопровождаемая клятвой ненависти к королевству и анархии, отмечается с 1795 года, так же, как и день основания Республики. В 1794—1795 годах в окрестностях Монфора происходили столкновения революционных отрядов с шуанами.
В XIX веке Монфор получил статус супрефектуры, что способствовало крупномасштабным строительным работам, в ходе которых были снесены замок и большая часть крепостных стен. Город также сильно пострадал от бомбардировок во время Второй мировой войны.

## Легенда об утке
Эта местная легенда передается из поколения в поколение с начала XV века. По первой версии, молодая девушка необычайной красоты была заперта в замке сеньором де Монфор. Она молилась о спасении Святителя Николаю, который услышал ее мольбы и превратил в утку, благодаря чему она сбежала из замка. Впоследствии, на протяжении нескольких столетий, ежегодно в день Святого Николая в местную церковь приходила дикая утка и оставляла там одного из своих утят в качестве дара святому.
По второй версии, примерно в 1386 году, когда завершились строительство городских укреплений, местный сеньор запер в своем замке молодую девушку замечательной красоты. Она быстро поняла, какая судьба ей уготована, и, увидев в окне церковь Святого Николая, начала молиться святому, обещая, что придет и отблагодарит его в этой церкви, если он поможет ей сбежать. В ту же ночь она убежала, но была поймана слугами сеньора. Она оглянулась, чтобы найти помощь, но увидела только двух уток на пруду. Девушка молилась Святому Николаю, умоляя его позволить этим животным быть свидетелями ее невинности и заставить их каждый год исполнять ее желание от ее имени, если она лишится жизни. Ей удалось убежать от слуг, но вскоре она умерла, видимо, от страха. В том же году, во время обретения мощей, когда толпа стекалась к мощам Святого Николая, в церковь со своими утятами вошла утка. Она порхала возле иконы святого, подлетела к алтарю и поклонилась распятию. Затем утка подошла к иконе Святого Николая и оставалась там до конца службы. После этого она улетела со всеми своими утятами, кроме одного, который остался в церкви.
История стала настолько известной, что на протяжении 300 лет Монфор-сюр-Мё назвался Монфор-ла-Кан (фр. cane — утка).

## Достопримечательности
- Башня Папего конца XV века — сохранившаяся часть средневековой крепости
- Руины аббатства Сен-Жак XII века
- Церковь Святого Людовика Мари Гриньон де Монфор, уроженца Монфор-сюр-Мё, XIX века

## Экономика
Структура занятости населения:
- сельское хозяйство — 1,0 %
- промышленность — 20,9 %
- строительство — 4,4 %
- торговля, транспорт и сфера услуг — 29,1 %
- государственные и муниципальные службы — 44,6 %

Уровень безработицы (2018) — 8,0 % (Франция в целом —  13,4 %, департамент Иль и Вилен — 10,4 %). 

Среднегодовой доход на 1 человека, евро (2018) — 23 200 (Франция в целом — 21 730, департамент Иль и Вилен — 22 230).

## Демография
Динамика численности населения, чел.

## Администрация
Пост мэра Монфор-сюр-Мё с 2020 года занимает член партии Демократический бретонский союз Фабрис Далино (Fabrice Dalino). На муниципальных выборах 2020 года возглавляемый им левый список победил во 2-м туре, получив 53,81 % голосов.
| Период | Период | Фамилия       | Партия                                       | Примечания                                                                         |
| ------ | ------ | ------------- | -------------------------------------------- | ---------------------------------------------------------------------------------- |
| 1971   | 2001   | Жак Пилорж    | Разные правые Союз за французскую демократию | ветеринар, член Регионального совета Бретани                                       |
| 2001   | 2008   | Виктор Преоша | Социалистическая партия                      | государственный служащий, член Генерального совета департамента                    |
| 2008   | 2020   | Дельфин Давид | Союз за народное движение Республиканцы      | консультант по вопросам местного самоуправления, член Регионального совета Бретани |
| 2020   |        | Фабрис Далино | Демократический бретонский союз              | государственный служащий                                                           |

## Города-побратимы
- Марктхайденфельд, Германия
- Победзиска, Польша

## Знаменитые уроженцы
- Людовик Мария Гриньон де Монфор (1673—1716), католический святой, писатель эпохи барокко

## Галерея

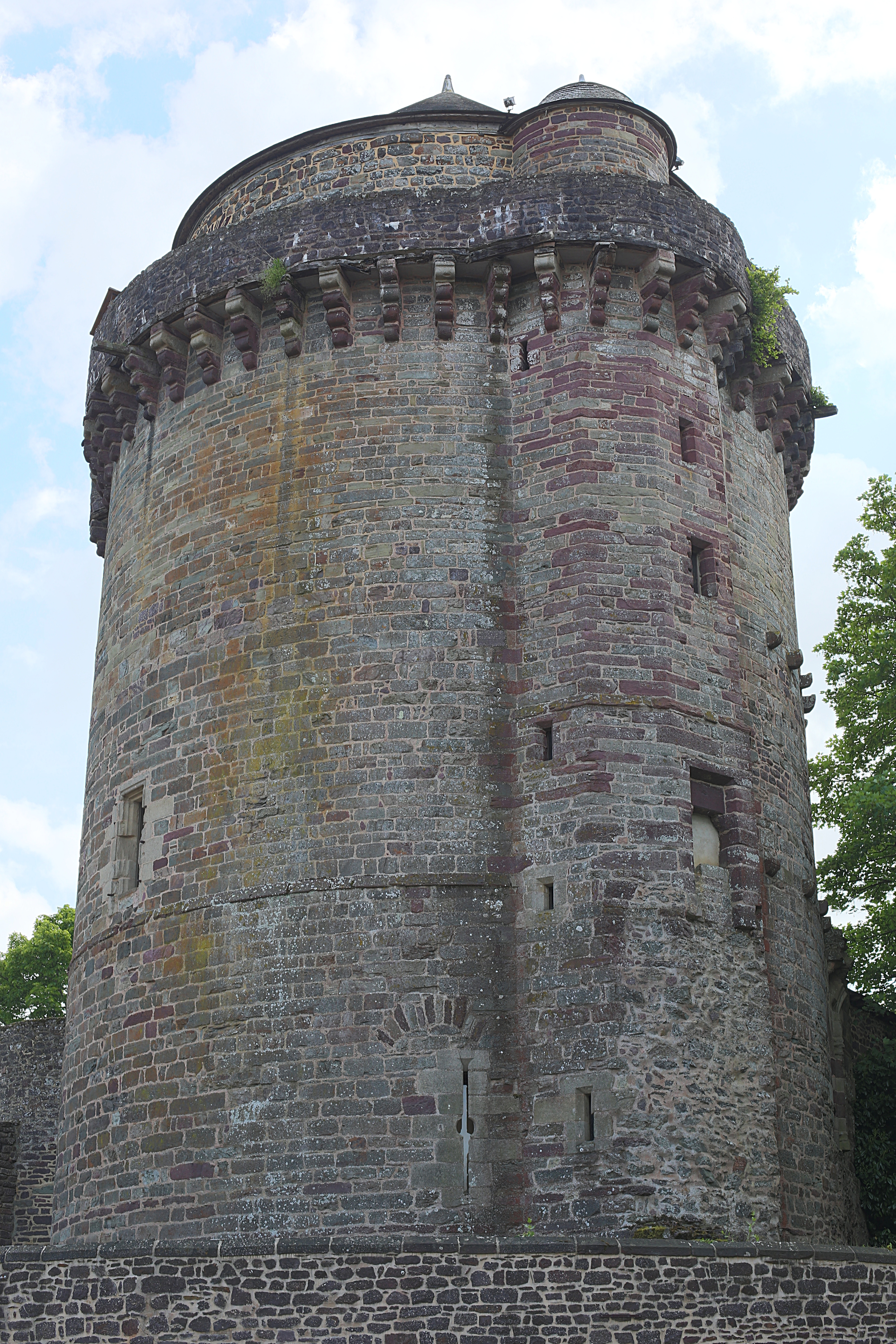
Башня Папего
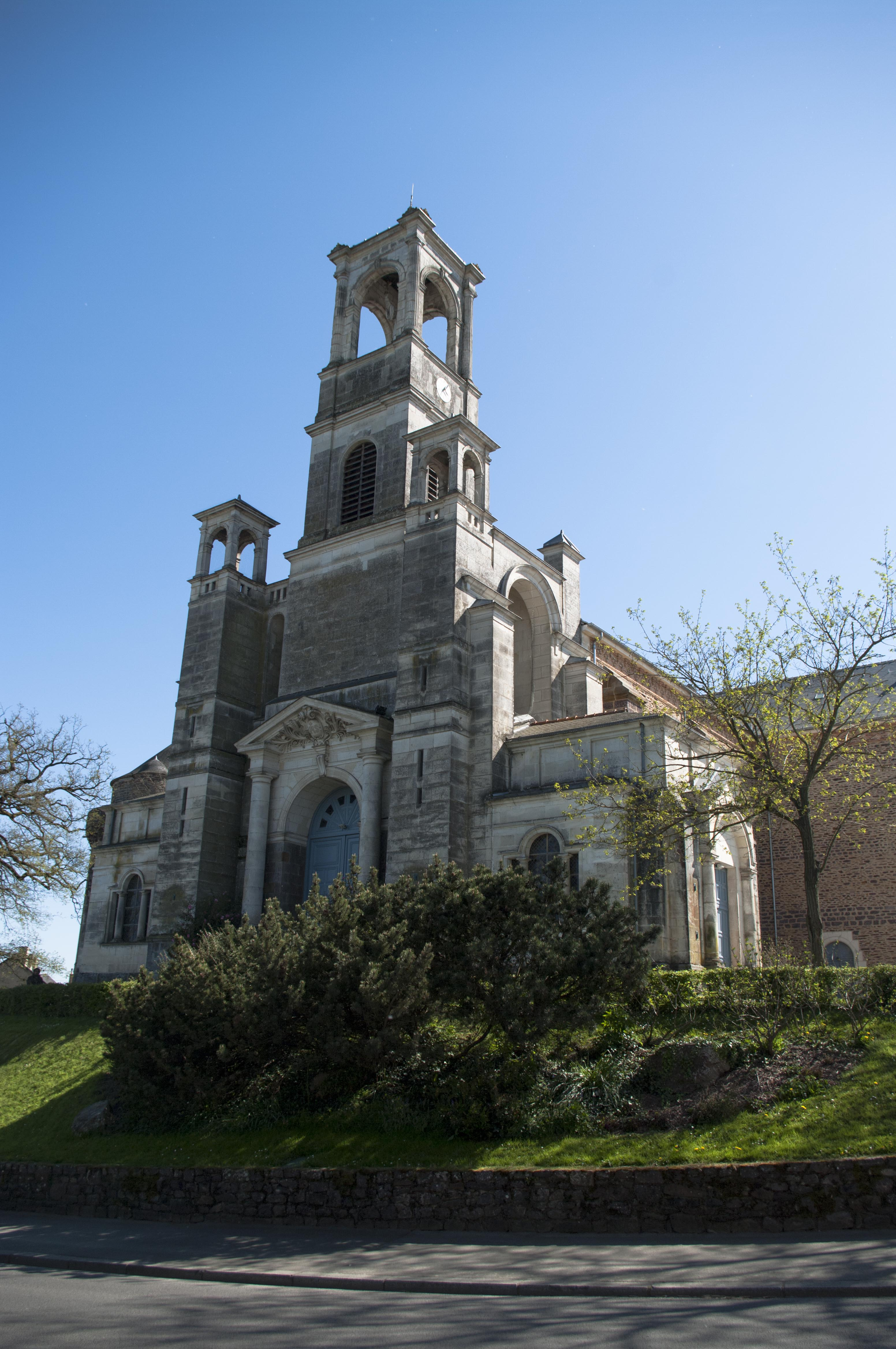
Церковь Святого Людовика Мари Гриньон де Монфор
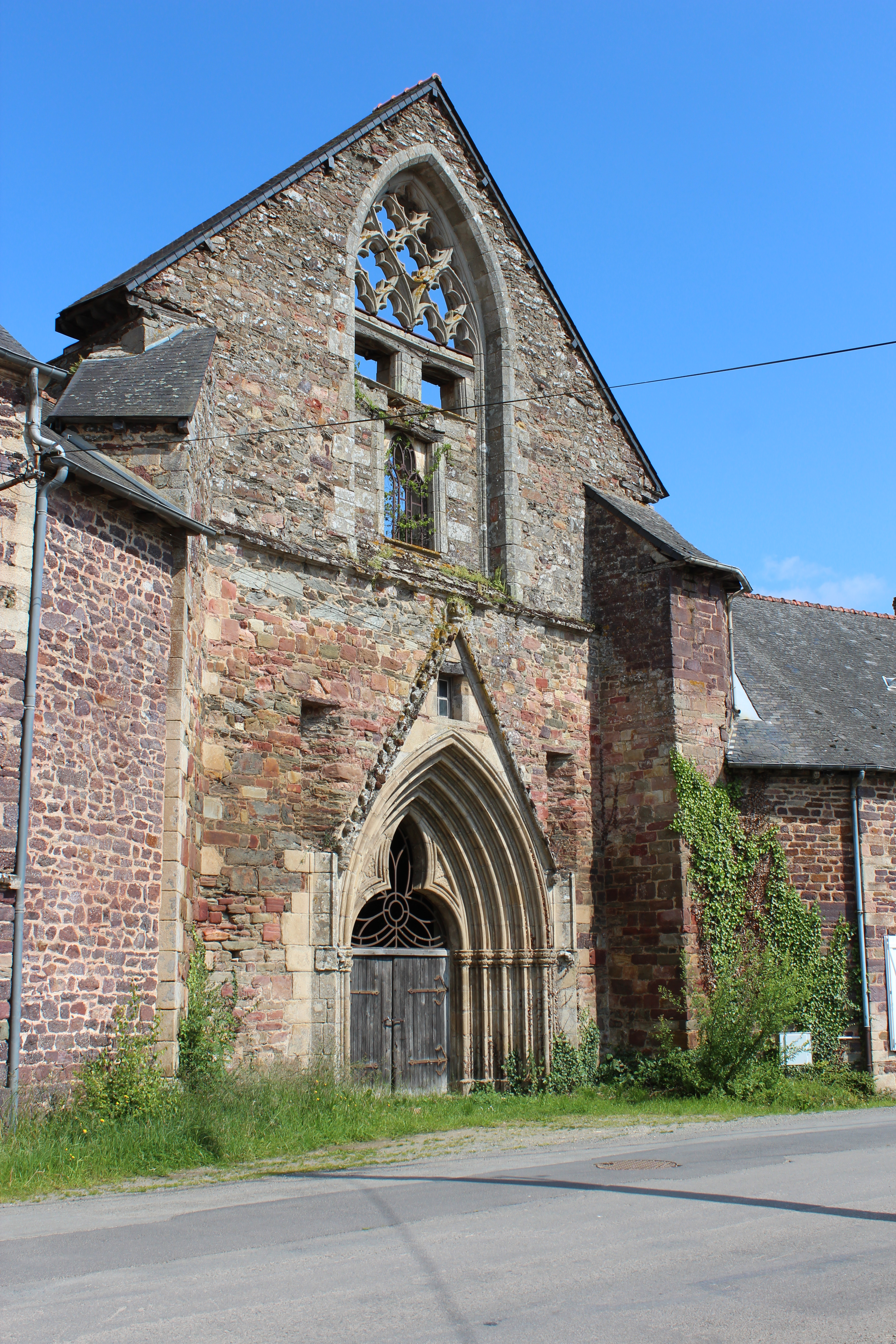
Аббатство Сен-Жак
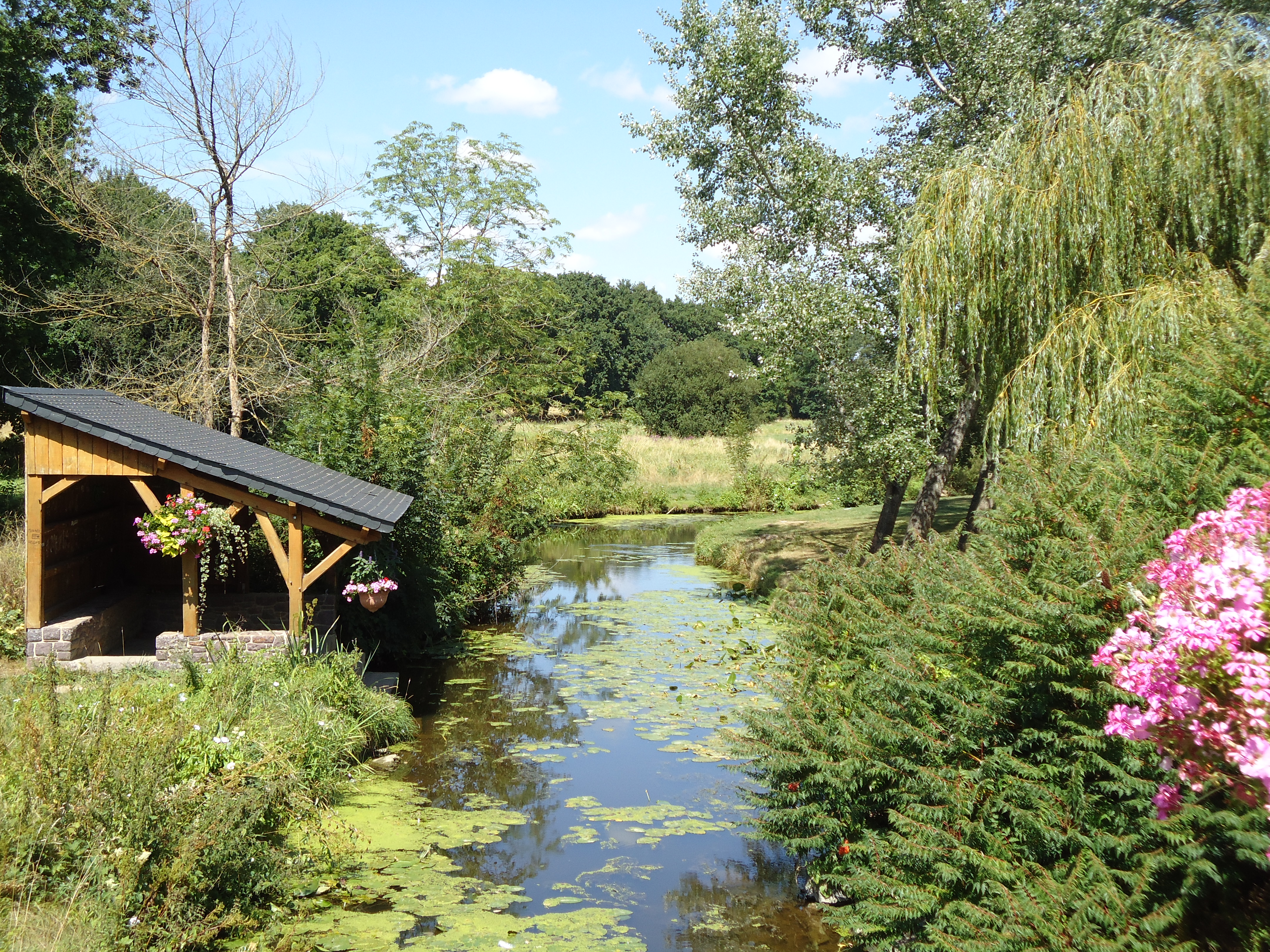
Пруд, в котором плавала легендарная утка